# Serpantinka
La Serpantinka (en russe : Серпантинка et en français : Serpentine) était un camp d'extermination soviétique situé au cœur du goulag de la Kolyma, lui-même dirigé par l'organisation du Dalstroï dans l'Extrême-Orient russe, durant la période où la Russie était sous le régime communiste de l'URSS, près du village de Iagodnoïe.

## Contexte général

### Utilisation du lieu
La Serpantinka était le plus important lieu d'exécution de masse de la Kolyma dont presque toutes les exécutions se sont faites entre l'automne 1937 et novembre 1938, pendant la période des Grandes Purges. Tous les condamnés à mort des camps de la région y étaient amenés, il s'agissait en effet de "nettoyer les camps de leurs éléments criminels et contre-révolutionnaires les plus endurcis". C'était apparemment le seul camp d'extermination de la région et il aurait été construit spécifiquement pour cela.

### Description du lieu

#### Bâtiments
C'est une prison qui a été construite dans les années 30 et qui est composée de trois bâtiments. L'un d'eux était réservé à la direction et aux gardes, et toute la prison était entourée par une haute palissade de bois avec une cour intérieure dans laquelle étaient exécutés les prisonniers.

#### Trajet
Pour aller à la Serpantinka il faut rejoindre la petite ville abandonnée de Khatynnakh depuis le village de Iagodnoïe, situé lui sur la route des os, et prendre un chemin sinueux qui mène à une gorge profonde où il n'y a jamais de soleil puisqu'elle est entourée de collines. C'est de ce chemin zigzaguant que le camp tire son nom.

### Nombre de morts
On ne sait pas exactement car aucune sorte de recensement n'a été fait dans ce camp d'extermination mais on sait que Staline avait ordonné de respecter un quota de 12 000 exécutions dans l'Extrême-Orient Russe, où la Kolyma était la région essentielle des déportations. « On peut estimer entre six et dix mille le nombre de détenus exécutés ici (20 700 à Boutovo entre 1937 et 1938, 10 000 à Bykivnia, 9 500 à Sandarmokh) ». Étaient exécutés en moyenne pendant les années 1937 et 1938, quelques dizaines de détenus par jour. Les corps étaient enterrés dans de grandes tranchées, mais ce n'était pas les détenus qui les creusaient contrairement à de nombreux camps de concentration, c'était le personnel du NKVD car ils ne voulaient pas que les détenus puissent comprendre quelle allait être leur peine. Le personnel du NKVD bâclait le travail, d'autant plus qu'il était difficile de creuser dans le permafrost.

## Spécificités

### Condition d'exportation
Les personnes qui étaient exportées à la Serpantinka étaient des personnes jugées contre-révolutionnaires, socialistes-révolutionnaires, trotskystes ou mencheviks et étaient accusées de violations du règlement des autres camps de la Kolyma, de tentative de fuite, de refus de travail, de protestations collectives, de grèves de la faim, de tentatives de suicide ou d'auto-mutilation. Ces accusations permettaient aux autorités présentes dans la région de la Kolyma, le NKVD, de justifier la déportation d'individus afin de respecter les quotas fixés par Staline. Les accusés n'avaient aucun moyen de défense face à leur sentence et n'avaient aucune information quant au sort qui leur était réservé, à savoir la peine de mort.

### Mémorial

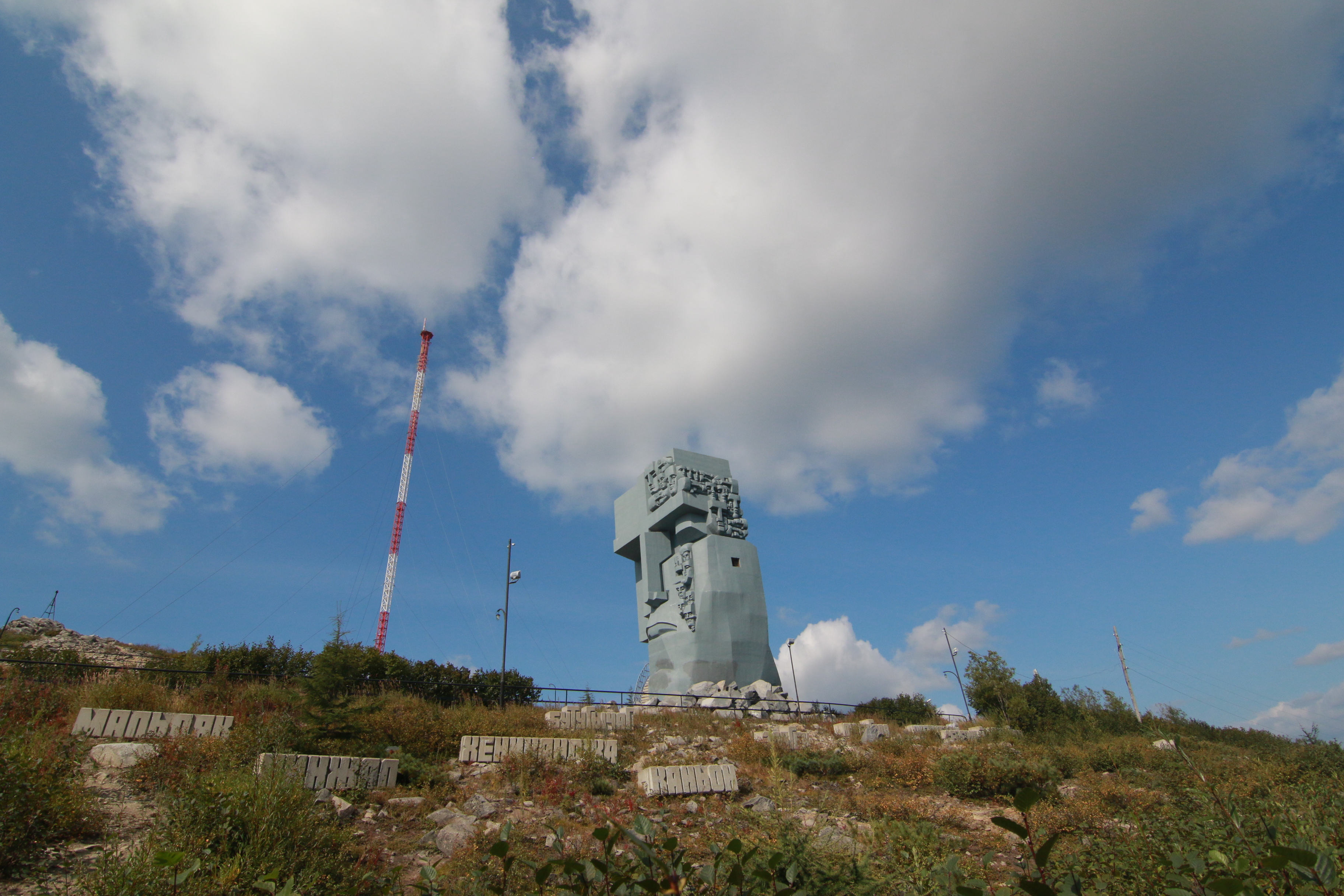
Masque de tristesse à Magadan, avec les noms des camps de la région en contrebas.

#### Forme
Le 22 juin 1991 un mémorial a été édifié sous la forme d'une grande pierre de granit gris en mémoire des nombreux morts de cette prison, mais les autorités locales l'ont contesté. Finalement, ce petit monument a tout de même été inauguré près de la Serpantinka, même si d'autres ont été construits dans le reste de la Kolyma.

#### Témoignage du créateur du monument
« Ce n'était en rien un acte « anti-patriotique », une provocation, un sacrilège, comme me l'ont reproché alors les autorités locales. Bien sûr, par le choix de cette date, nous voulions faire réfléchir les gens sur les deux totalitarismes du XXe siècle, rappeler la parenté du nazisme et du stalinisme, malgré la lutte à mort que ces deux régimes se sont livrée après juin 1941. Et aussi faire passer ce message : tous ces innocents qui avaient été exécutés ici auraient pu combattre sur les fronts de la Grande Guerre patriotique et devenir d'ardents défenseurs de notre Patrie.»

### Témoignage d'un survivant
« Cette cour ne se distinguait guère de ces abattoirs ruraux que l'on trouvait dans la plupart des villages russes. Les condamnés, entravés, étaient abattus d'une balle dans la nuque. La cour était maculée de sang qui stagnait des jours durant […]. Les gardes venaient chercher les condamnés par des petites fournées d'une demi-douzaine environ. On savait quand les exécutions avaient lieu au bruit des moteurs de deux tracteurs que les tueurs faisaient ronfler pour couvrir le bruit des détonations des pistolets Nagan.»